# 트로이
트로이(고대 그리스어: Τροία 트로이아[*], 라틴어: Trōia, 히타이트어: 𒆳𒌷𒋫𒊒𒄿𒊭 트루이사)는 고대 그리스 문학에서 언급되는 지명이다. 호메로스는 자주 트로이를 일리오스(Ίλιος 혹은 드물게 Ίλιον)라고 부르기도하며 라틴어로는 일리룸(라틴어: Ilium)이라고 쓰인다. 트로이 유적은 1998년 유네스코 세계 유산에 등재되었다.
트로이는 4000년 동안의 점령 기간 동안 반복적으로 파괴되고 재건되었다. 결과적으로 유적지는 9개의 고고학적 층으로 나뉘며, 각 층은 이전 유적지 위에 건설된 도시에 해당한다. 고고학자들은 로마 숫자를 사용하여 이 층을 지칭하는데, 트로이 I이 가장 초기이고 트로이 IX가 최신이다.
트로이는 기원전 3600년경에 처음 정착했으며 기원전 3000년경(트로이 1세)에 작은 요새 도시로 성장했다. 초기 층 중에서 트로이 2세는 부와 인상적인 건축물로 유명하다. 후기 청동기 시대에 트로이는 윌루사(Wilusa)라고 불렸고 히타이트 제국의 속국이었다. 마지막 층(트로이 VIII-IX)은 신화적 전통과의 연관성으로 인해 관광 명소와 종교 중심지 역할을 했던 그리스 및 로마 도시였다.
이 유적지는 1871년부터 하인리히 슐리만(Heinrich Schliemann)과 프랑크 칼베르(Frank Calvert)에 의해 발굴되었다. 그들은 고전 도시의 폐허 아래에서 수많은 초기 정착지의 유적을 발견했다. 이러한 층 중 일부는 트로이에 대한 문학적 묘사와 유사하여 일부 학자들은 전설의 밑에 진실의 핵심이 있다고 결론을 내린다. 신화와 현실 사이의 정확한 관계는 여전히 불분명하고 그리스가 도시를 공격했다는 확실한 증거는 없지만 다른 사람들의 후속 발굴로 이 유적지에 대한 현대적인 이해가 강화되었다.

## 이름
호메로스는 Τρωία 외에 이오니아방언 Τρωίη를 더러 쓰기도 하며 혹은 시운 때문에 Τρωες라고 쓰기도 했다.
Τρωία가 고대 그리스어의 고유의 낱말인지에 관해서는 오래전부터 많이 이야기되었으나 오늘날까지 정확한 어원학적 설명은 아직 없다. 메소포타미아문명의 북부 지방 (현재의 튀르키예)에 번성하였던 히타이트문명의 언어 Truisa, Wilusa 낱말에 트로이의 뿌리가 있다는 설이 자주 거론되고 있지만 이를 뒷받침하는 증거는 없다.

## 트로이 유적

트로이 유적 분포도.

트로이의 지리적 위치에 관해서 고고학적으로 관심이 일기 시작한 것은 19세기 말에 고고학을 취미로 하는 독일의 하인리히 슐리만이 역시 고고학을 취미로 일삼는 영국의 프랭크 캘버트가 내세운 주장에 따라 1871년 현재의 터키의 북동쪽 헬레스폰토스 해협의 히사를리크 (Hisarlik) 구릉에서 놀라운 유적물을 발굴한 것에서 비롯된다.
| 계층        | 시작 BC      | 끝 BC |
| ----------- | ------------ | ----- |
| 트로이 0    | c. 3600–3500 | 3000  |
| 트로이 I    | 3000         | 2550  |
| 트로이 II   | 2500         | 2300  |
| 트로이 III  | 2300         | 2200  |
| 트로이 IV   | 2200         | 2000  |
| 트로이 V    | 2000         | 1750  |
| 트로이 VI   | 1750         | 1300  |
| 트로이 VIIa | 1300         | 1180  |
| 트로이 VIIb | 1180         | 950   |
| 트로이 VIII | 950          | 85    |
| 트로이 IX   | 85           | 500ce |

## 호메로스의 트로이
고대 그리스의 연대기 작가들은 트로이 전쟁의 시기를 기원전 12,13,14세기로 다양하게 잡고 있다. 에라스토테네스는 기원전 1184년으로, 헤로도토스는 기원전 1250년으로, 사모스의 두리스는 기원전 1334년으로 잡고 있다. 현대 고고학자들은 호메로스 시대의 트로이를 트로이 7기 유적에 비정하고 있다.
일리아스에서 아카이아인들은 그들의 캠프를 (오늘날 카라멘데레스강으로 알려진)스카만더강 입구에 설치하고 타고온 배는 해변에 올려놓았다. 트로이 시는 트로이 전쟁의 전투가 일어난 스카만더강의 평원 건너편에 있는 언덕 위에 세워졌다. 이 고대 도시는 오늘날의 해안선으로부터 5 km 떨어진 지점에 있지만 약 3000년 전의 고대 스카만더강 하구는 내륙 멀리 있는 큰 만으로 흘러나갔다. 이 만은 천연 항구의 모습을 갖추었지만 지금은 고대 이래로 계속된 퇴적물로 인하여 막혀버렸다. 최근 지리학적 연구결과를 토대로 고대 트로이의 해안선이 원래 어떠했는지 재구성해 본 바, 호메로스가 묘사한 트로이의 지형이 거의 정확했음이 확인되었다.

## 같이 보기
- 트로이 목마
- 일리아드

### 내용주
1. ↑  
1: 문
2: 성벽
3: 메가론
4: FN 문
5: FO 문
6: FM 문과 경사로
7: FJ 문
8: 성벽
9: 메가론
10: 성벽
11: VI. S 문
12: VI. H 탑
13: VI. R 문
14: VI. G 탑
15: 우물-저수지
16: VI. T 다르다노스 문
17: VI. I 탑
18: VI. U 문
19: VI. A 주택
20: VI. M 궁전-저장소
21: 기둥 주택
22: VI. F 기둥 있는 주택
23: VI. C 주택
24: VI. E 주택
25: VII. 저장소
26: 아테나 신전
27: 프로필라이온
28: 외곽 뜰 벽
29: 내부 뜰 벽
30: 신성한 장소
31: 수로 시설
32: 불레우테리온
33: 오데온
34: 목욕탕

### 참조주
1. ↑  This "Archeological plan of the Hisarlik citadel" was created by user Bibi Saint-Pol and contributed to Commons in 2007.
2. ↑  Geography XIII, I, 36, Strabo, tr. H. L. Jones, Loeb Classical Library.
3. ↑  Natural History, V,33, Pliny the Elder, tr. H. Rackham, W. S. Jones and D. E. Eichholz, Loeb Classical Library.
4. ↑  Trojan battlefield reconstructed